# Aydıncık

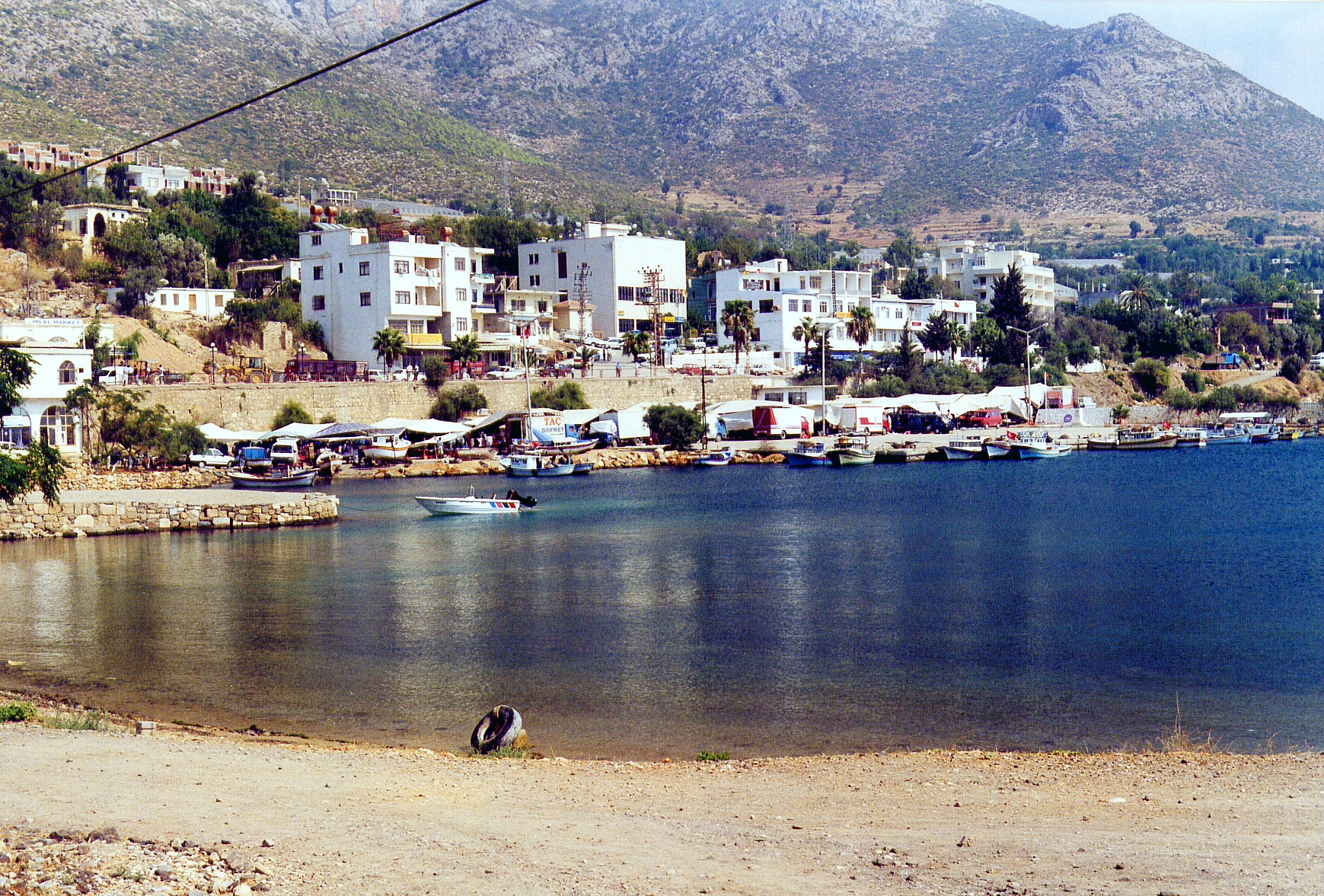
Hafenbucht von Aydıncık

Aydıncık (in der Antike Kelenderis genannt) ist eine Stadtgemeinde (Belediye) im gleichnamigen Ilçe (Landkreis) der Provinz Mersin in der türkischen Mittelmeerregion und gleichzeitig ein Stadtbezirk der 1993 gebildeten Mersin Büyükşehir Belediyesi (Großstadtgemeinde/Metropolprovinz). Seit der Gebietsreform ab 2013 ist die Gemeinde flächen- und einwohnermäßig identisch mit dem Landkreis.

## Geografie
Der Landkreis liegt im Süden der Provinz und grenzt im Osten und Norden an Gülnar, im Osten ist Bozyazı der Nachbar und im Süden ist das Mittelmeer eine natürliche Grenze. Die Stadt selbst liegt direkt am Mittelmeer an der Europastraße 90. Aydıncık ist der drittkleinste Kreis/Stadtbezirk der Provinz und hat die zweitniedrigste Bevölkerung. Die Bevölkerungsdichte ist ebenfalls niedrig und beträgt in etwa ein Viertel des Provinzwertes (von 116,7 Einw. pro km²).

## Verwaltung
Der Landkreis Aydıncık wurde im Juli 1987 durch Abspaltung aus dem Kreis Gülnar gebildet (Gesetz Nr. 3392). Bis dahin war Aydıncık ein Bucak in diesem Kreis, bestehend aus der namensgebenden Belediye und zehn Dörfern (Volkszählung 1985: Belediye 6.861, Bucak 4.961 / 1990: 7.040, 3.982 Einw.).
(Bis) Ende 2012 bestand der Landkreis neben der Kreisstadt aus zehn Dörfern (Köy), die während der Verwaltungsreform 2013/2014 in Mahalle (Stadtviertel/Ortsteile) überführt wurden. Die fünf bestehenden Mahalle der Kreisstadt blieben erhalten. Durch Herabstufung der Dörfer zu Mahalle stieg deren Zahl auf 15 an. Ihnen steht ein Muhtar als oberster Beamter vor.
Ende 2020 lebten durchschnittlich 753 Menschen in jedem Mahalle, 1.928 Einwohner im bevölkerungsreichsten (Cumhuriyet Mahalle).

## Geschichte
Aydıncık liegt auf dem Gebiet der antiken Stadt Kelenderis.
Bis 1965 hieß Aydıncık noch Gilindire, was die türkische Form des Wortes Kelenderis ist. Die Stadt hat eine lange Geschichte und beherbergte viele verschiedene Völker. Ab dem 10. Jahrhundert geriet sie unter die Herrschaft der Türken. Bis zum Bevölkerungsaustausch 1920 zwischen Griechenland und der Türkei lebten hier neben Türken noch christliche Griechen, auf Türkisch Rum genannt. 1972 wurde Aydıncık zur Belediye (Stadtgemeinde) erhoben und ein Bürgermeisteramt eingerichtet.